# Theodor Wagner-Jauregg
Theodor Wagner-Jauregg (* 2. Mai 1903 in Wien; † 19. Februar 1992) war ein österreichischer Chemiker.

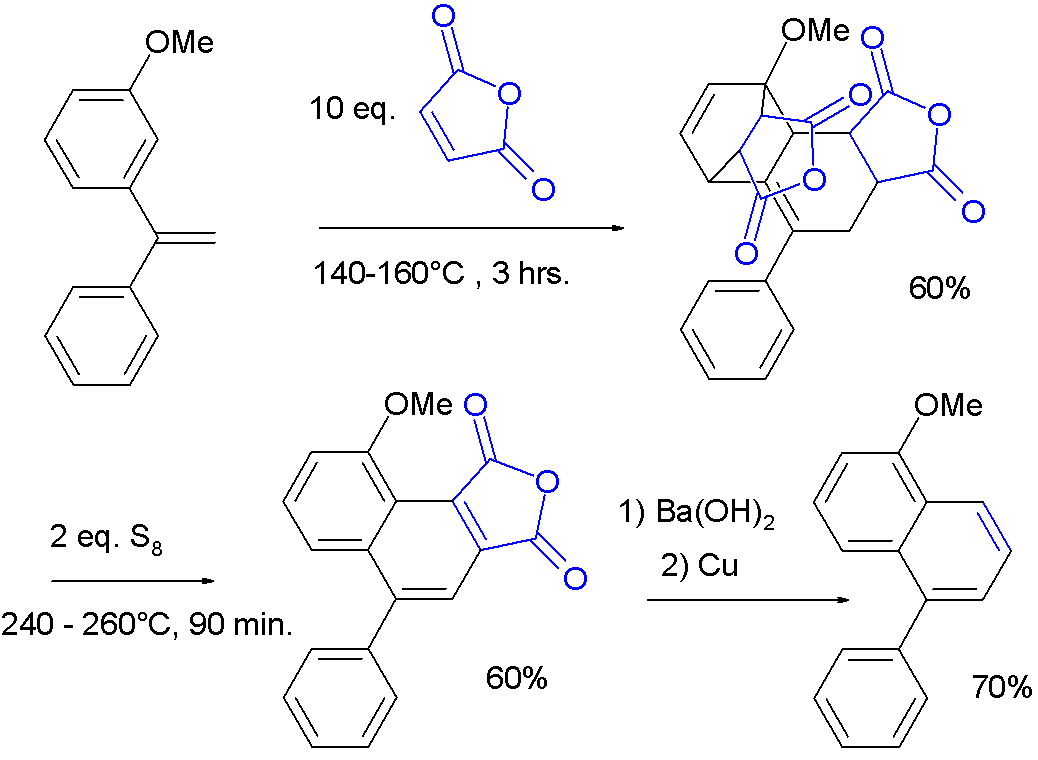
Wagner-Jauregg-Reaktion

Er war der Sohn des Nobelpreisträgers Julius Wagner-Jauregg, studierte ab 1921 Chemie an der Universität Wien und der Ludwig-Maximilians-Universität München, an der er 1926 promoviert wurde. Als Post-Doktorand war er bei Richard Kuhn an der ETH Zürich und folgte Kuhn 1930 nach Heidelberg, wo er sich 1933 habilitierte.
Ab 1936 leitete er die Abteilung Chemie und ab 1943 die Biochemie am Georg-Speyer-Haus in Frankfurt. Außerdem war er ab 1939 außerplanmäßiger Professor an der Universität Frankfurt. Am 1. Mai 1937 trat er der NSDAP bei (Mitgliedsnummer 5.576.310).
Von 1949 bis 1955 war er in den USA am Chemical Corps Medical Laboratory in Edgewood (Maryland), wo er die Abteilung medizinische Chemie hatte. Ab 1955 war er Forschungsdirektor der Firma Siegfried AG in Zofingen. 1972 ging er in den Ruhestand. Er liegt auf dem Zentralfriedhof Wien begraben, wo auch sein Vater ruht.

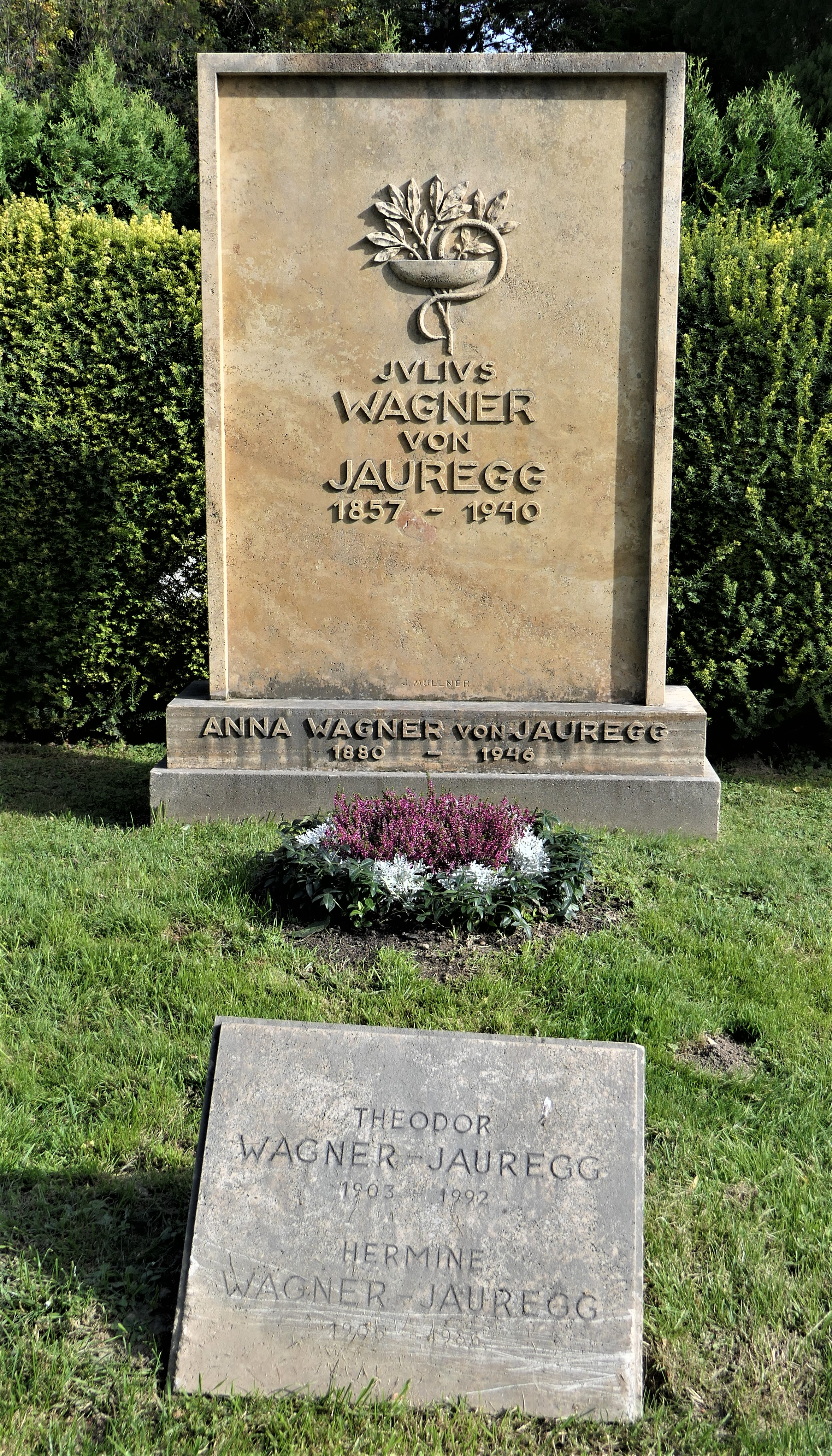
Grab von T. Wagner-Jauregg und seiner Frau Hermine sowie der Eltern

Nach ihm ist die Wagner-Jauregg-Reaktion benannt, ein Spezialfall der Diels-Alder-Reaktion (einer doppelten Diels-Alder-Reaktion bei Umsetzung von Maleinsäureanhydrid mit 1,2-Diarylethen.) Nach Re-Aromatisierung läuft sie auf die Addition einer Phenylgruppe an Naphthalin hinaus.
1933 stellte er mit Richard Kuhn und Paul György Vitamin B2 in Kristallform dar. Sein Hauptforschungsgebiet waren Chemotherapeutika.